# Grooverider
Raymond Bingham (Streatham, Londres, Inglaterra; 16 de abril de 1967), más conocido como Grooverider, es un DJ británico de drum and bass . Él y su compañero DJ Fabio son considerados como los creadores de la escena drum and bass.

## Biografía
Grooverider comenzó su actividad como DJ en raves ilegales y fiestas en almacenes abandonados de uso industrial en el Reino Unido a fines de la década de 1980, saltó a la fama junto a su compañero Fabio a través de sus sets o sesiones que fueron  llevadas a cabo en clubes nocturnos, como la innovadora 'Rage' en el superclub nocturno Heaven. Grooverider también estuvo en la estación de radio pirata de Londres llamada Faze 1 FM a mediados de la década de 1980 junto con Fabio y otros DJs como Colin Dale, Dave Angel y Booker T. 
Originalmente tocaba soul, hip hop y disco, pero luego empezó a pinchar música house, fue convertido al escuchar el tema "Mysteries of Love" de Mr. Fingers.
Fabio y Grooverider comenzaron tocando música house en Mendoza's en Brixton. A partir de ahí, el dúo fue a otro evento localizado en Barrington Road también en Brixton, pero no fue hasta el año 1991 empezaron a dejar marca. Ese año, Grooverider y Fabio se instalaron en la sesión Rage. A lo largo de la década de 1990, Grooverider lanzó pistas con el alias Codename John, ayudando así a construir la reputación de artistas como Matrix y Boymerang con lanzamientos que tuvieron lugar en su propio sello discográfico, Prototype.
Junto a Fabio, presentó un programa de radio en Kiss 100 desde 1994 a 1997. En 1997, Grooverider recopiló en un álbum llamado Prototype Years los mejores temas de varios artistas que han aparecido en su sello. Prototype es conocido por tener lanzamientos esporádicos, que han incluido canciones de drum and bass, como Dillinja, Drumsound & Bassline Smith, Ed Rush, Photek y Optical . En 1998, él y Fabio llevaron su programa de radio a la audiencia nacional en BBC Radio 1.
Al ser también productor, Grooverider ha lanzado un álbum, Mysteries of Funk (Sony 1998), producido en colaboración con el productor Optical, incluyendo remixes que incluyen sus readaptaciones de "Piper" de Jonny L, también incluyendo el tema de Roni Size / Reprazent ' "Share the Fall". En 2005, organizaba una sesión semanal todos los domingos llamada Grace en el club londinense Herbal.
Grooverider regresó a la BBC Radio 1 junto a Fabio en octubre de 2008 para presentar un programa de drum and bass que terminó en marzo de 2012. Desde septiembre de 2016, tienen un programa de radio de larga duración en la emisora Rinse FM de Londres.

## Discografía

### Álbumes
- Mysteries of Funk (Higher Ground, 1998) - UK No. 50

### Sencillos
- "Sinister (The Influence Remix)" (Reinforced Records, 1993)
- "Your Love Is Yours" (como Inta-Warriors) (Dee Jay, 1993)
- "Dreams of Heaven" (como Inta-Warriors) (Dee Jay, 1993)
- "Dreams of Heaven" / "Kindred" (como Codename John) (Prototype, 1994)
- "Deep Inside" / "Inta" (como Codename John) (Prototype, 1994)
- "The Warning" (como Codename John) (Metalheadz, 1997)
- "Rainbows of Colour" / "Jack the Ripper" / "Mysteries of Funk" (Higher Ground, 1998)

### Mezclas y recopilaciones
- Grooverider Presents: The Prototype Years (Higher Ground, 1997)
- Esencial Rewindz (Renegade Hardware, 2000)
- Pure Drum & Bass (Telstar, 2000)
- The Harder They Come (Renegade Hardware, 2002)
- FabricLive.06 (Fabric, 2002)
- Fabio & Grooverider - Drum & Bass Arena (Resist, 2004)
- Grooverider / Loxy & DJ Ink – Guerrilla Warfare (Renegade Hardware, 2005)
- Andy C & Grooverider - Drum & Bass Arena (Resist, 2007)

### Remixes
- Carl Cox - "I Want You (State of the Arts Mix)" (Perfecto, 1991)
- Isotonik - "Different Strokes (Grooverider Mix)" (FFRR, 1991)
- Doc Scott - "NHS (Inter Natty Remix)" (Absolute 2, 1992)
- Tronik House - "Uptempo (Grooverider Mix)" (KMS, 1992)
- The Renegade - "Terrorist (Groove Rider Remix)" (Moving Shadow, 1994)
- UB40 - "One in Ten (The John Remix)" (DEP International, 1996)
- Jonny L - "Piper (Grooverider Remix)" (XL Recordings, 1997)
- The Stone Roses - " Fools Gold (Grooverider Mix)" (Jive Electro, 1999)